# شبكرمة أقونيطية الأوراق
شبكرمة أقونيطية الأوراق (الاسم العلمي:Ampelopsis aconitifolia) هي نوع من النباتات يتبع جنس الشبكرمة من فصيلة الكرمية.